# 오은진
오은진(1993년 2월 26일~)은 대한민국의 컬링 선수이다.